# Landkreis Jägerndorf

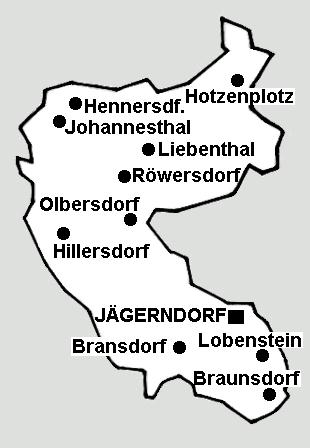
Landkreis Jägerndorf 1945

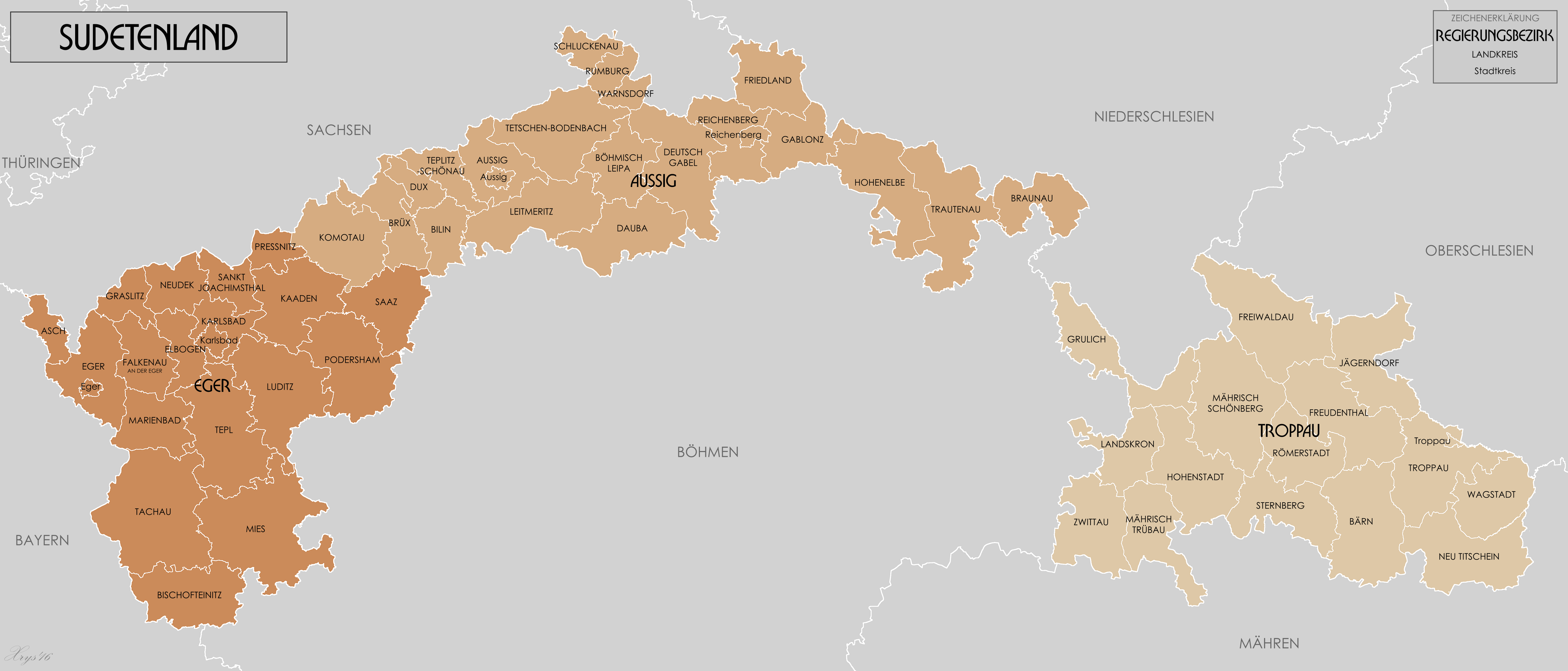
Verwaltungskarte des Reichsgaus Sudetenland

Der Landkreis Jägerndorf war eine Gebietskörperschaft, die von 1938 bis 1945 zum deutschen Reichsgau Sudetenland gehörte.

## Geografie
Der Landkreis erstreckte sich von den Osthängen des Altvatergebirges bis zum Fluss Oppa, der die Grenze zur Provinz Schlesien bildete. Bei Jägerndorf mündet die Goldoppa, ein weiteres markantes Gewässer des Kreises, in die Oppa. Bis auf den flacheren Nordosten prägten bewaldete Berghänge die Landschaft.

## Infrastruktur
Die Kreisstadt Jägerndorf (tschechisch Krnov) war Industriezentrum und Eisenbahnknoten. Die wichtigste Bahnlinie war die Mährisch-Schlesische Zentralbahn, die den Kreis sowohl mit Breslau als auch mit der Nordbahn Wien–Krakau verband. In Jägerndorf kreuzte sich die Strecke mit der Oberschlesischen Bahn mit Verbindung zu Ratibor in Schlesien und Olmütz in Mähren. Während im Bergland hauptsächlich Viehwirtschaft und im Nordosten Ackerbau betrieben wurde, hatte sich in den Städten im bescheidenen Maße Industrie angesiedelt. In Jägerndorf waren Textilwerke und eine bedeutende Orgelfabrik beheimatet, in Olbersdorf arbeiteten ein Kupferhammer- und Walzwerk sowie eine Leinenbleicherei. Daneben waren im Kreis zahlreiche Brauereien und Brennereien in Betrieb. Im Jahr 1939 betrug die Einwohnerzahl 61.777, davon waren 54.255 katholischen und 6.570 evangelischen Glaubens. Lebten vor der deutschen Machtergreifung noch über 600 Juden im Kreis, wurde ihre Zahl 1939 nur noch 33 angegeben. Der Landkreis war in die vier Amtsgerichtsbezirke Hennersdorf, Jägerndorf, Hotzenplotz und Olbersdorf eingeteilt. Zum Kreisgebiet gehörten vier Städte und 61 Gemeinden (Ortsverzeichnis s. unten). Der Landkreis Jägerndorf hatte am 1. Dezember 1930 61.995 Einwohner, am 17. Mai 1939 63.125 und am 22. Mai 1947 34.522 Einwohner.

## Geschichte
Das Territorium des Landkreises ist im Wesentlichen mit dem ehemaligen böhmisch-mährischen Herzogtum Jägerndorf identisch, das 1377 durch Herzog Johann I. von Troppau-Ratibor gegründet worden war. Deutsche Kolonisten hatten das Gebiet, das zuvor durch Mongoleneinfälle nahezu entvölkert worden war, im 13. Jahrhundert wieder besiedelt, und Deutsche bildeten auch bis 1945 neben der tschechischen Bevölkerungsgruppe die Mehrheit. Ab 1411 gehörte das Herzogtum zur Krone Böhmen, kam aber 1523 durch Kauf an das deutsche Markgrafengeschlecht der Hohenzollern. Markgraf Georg der Fromme verhalf dem Herzogtum zu wirtschaftlicher Blüte und zum Zentrum des evangelischen Glaubens im weiten Umfeld. Die Hohenzollern-Herrschaft dauerte bis 1622, als in der Folge der Schlacht am Weißen Berg das Herzogtum an Karl von Liechtenstein ging, mit dem die Rekatholisierung eingeleitet wurde. Zugleich kam das Herzogtum unter die Oberhoheit des habsburgischen Österreich und wurde Schlesien zugeordnet. Nach dem Ersten Schlesischen Krieg wurde das Herzogtum 1742 Teil von Österreichisch-Schlesien. Mit der Einführung der österreichischen Verfassung von 1849 ging das Herzogtum in den neu gebildeten Kreis Troppau im nunmehrigen Kronland Österreichisch Schlesien auf.
Nach dem Ersten Weltkrieg kam Österreichisch-Schlesien zur Tschechoslowakei, die den Bezirk Krnov bildete. Infolge des Münchner Abkommens wurde das Gebiet im Oktober 1938 von deutschen Truppen besetzt, und am 20. November 1938 wurde der deutsche Landkreis Jägerndorf gebildet. Er gehörte ab dem 15. April 1939 zum Reichsgau Sudetenland und unterstand dem Regierungsbezirk Troppau. Am 6. Mai 1945 wurde das Kreisgebiet von der Roten Armee besetzt und wurde wieder in die Tschechoslowakei eingegliedert. Die 34.000 Deutschen wurde in Internierungslager verbracht und bis 1946 nach Deutschland antransportiert.

## Verwaltungsgeschichte

### Tschechoslowakei / Deutsche Besatzung
Von 1918 bis zum Münchner Abkommen vom 29. September 1938 gehörten der politische Bezirk Krnov zur Tschechoslowakei.
In der Zeit vom 1. bis 10. Oktober 1938 besetzten deutsche Truppen das Sudetenland. Der politische Bezirk Krnov trug fortan die frühere deutsch-österreichische Bezeichnung Jägerndorf. Der politische Bezirk Jägerndorf umfasste die Gerichtsbezirke Hennersdorf, Hotzenplotz, Jägerndorf und Olbersdorf. Seit dem 20. November 1938 führte der politische Bezirk Jägerndorf die Bezeichnung „Landkreis“.

### Deutsches Reich
Am 21. November wurde das Gebiet des Landkreises Jägerndorf förmlich in das Deutsche Reich eingegliedert und kam zum Verwaltungsbezirk der Sudetendeutschen Gebiete unter dem Reichskommissar Konrad Henlein. Sitz der Kreisverwaltung wurde die Stadt Jägerndorf.
Ab dem 15. April 1939 galt das Gesetz über den Aufbau der Verwaltung im Reichsgau Sudetenland (Sudetengaugesetz). Danach kam der Landkreis Jägerndorf zum Reichsgau Sudetenland und wurde dem neuen Regierungsbezirk Troppau zugeteilt. Zum 1. Mai 1939 wurde eine Neugliederung der teilweise zerschnittenen Kreise im Sudetenland verfügt. Dabei blieb der Landkreis Jägerndorf in seinen bisherigen Grenzen erhalten.
Seit 1945 gehörte das Gebiet zunächst wieder zur Tschechoslowakei. Heute ist es ein Teil der Tschechischen Republik und gehört größtenteils seit 1960 zum Okres Bruntál (Bezirk Freudenthal); die Orte Aubeln (Úblo) und Braunsdorf (Brumovice) gehören seit 1960 zum Okres Opava (Bezirk Troppau).

## Landräte
1939–1944: Bernhard Wuttke (1902–1944)
1945: n.n.

## Kommunalverfassung
Bereits am Tag vor der förmlichen Eingliederung in das Deutsche Reich, nämlich am 20. November 1938, wurden alle Gemeinden das Recht der Deutschen Gemeindeordnung vom 30. Januar 1935 verliehen. Es galten fortan die im bisherigen Reichsgebiet üblichen Bezeichnungen, nämlich statt:
- Ortsgemeinde: Gemeinde,
- Marktgemeinde: Markt,
- Stadtgemeinde: Stadt,
- Politischer Bezirk: Landkreis.

## Ortsnamen
Es galten die bisherigen Ortsnamen weiter, und zwar in der deutsch-österreichischen Fassung von 1918. Allerdings wurde 1943 eine Gemeinde umbenannt:
- Liebenthal: Großliebental.

## Städte und Gemeinden
(deutscher Name, Einwohnerzahl 1939, tschechischer Ortsname)

### Städte
1. Hotzenplotz,  2.138,  Osoblaha
2. Jägerndorf,  24.174,  Krnov
3. Johannesthal, 1.158,  Janov
4. Olbersdorf,  2.582,  Město Albrechtice

### Gemeinden
1. Alt Bürgersdorf, 247,  Staré Purkartice
2. Arnsdorf, 293,  Arnultovice
3. Aubeln, 439,  Úblo
4. Bartelsdorf, 386,  Bartultovice
5. Bransdorf, 1.561,  Brantice
6. Braunsdorf, 1.559,  Brumovice
7. Burgwiese, 150,  Burkvíz
8. Butschafka, 276,  Bučávka
9. Deutsch Paulowitz, 393,  Slezské Pavlovice
10. Friedersdorf, 641,  Čaková
11. Füllstein, 732,  Bohušov (Fulštejn)
12. Geppersdorf, 372, Linhartovy
13. Glemkau, 459,  Hlinka
14. Gotschdorf, 509,  Hošťálkovy
15. Grosse, 265,  Hrozová
16. Groß Raden, 555,  Radim
17. Heindorf, 356,  Hejnov
18. Heinzendorf, 768,  Hynčice
19. Hennersdorf, 2.258,  Jindřichov
20. Hillersdorf, 1.171,  Holčovice
21. Hirschberg, 353,  Jelení
22. Kammer, 380,  Komora
23. Karlsdorf, 130,  Karlov
24. Kaschnitzberg, 120,  Kašnice
25. Kawarn, 189,  Koberno
26. Klein Bressel, 489,  Vraclávek
27. Kreuzberg, 194,  Křížová
28. Kronsdorf, 980,  Krasov
29. Kuttelberg, 983,  Spálené (Kutlberk)
30. Langendorf, 377,  Dlouhá Ves
31. Langwasser, 125,  Dlouhá Voda
32. Liebenthal, 1.031,  Liptaň
33. Lobenstein, 1.798,  Úvalno
34. Mährisch Pilgersdorf, 304,  Pelhřimovy
35. Maidelberg, 253, Dívčí Hrad
36. Matzdorf, 224,  Matějovice
37. Neudörfel I, 305, Česká Ves
38. Neudörfel II, 163,  Nová Ves
39. Neuwald, 193,  Nový Les
40. Nieder Paulowitz, 308  Dolní Povelice
41. Ober Paulowitz, 343,  Horní Povelice
42. Peischdorf, 106,  Piskořov
43. Petersdorf, 703,  Petrovice
44. Pickau, 346,  Býkov
45. Pittarn, 557,  Pitárné
46. Rausen, 359,  Rusín
47. Reigelsdorf, 357,  Rudíkovy
48. Röwersdorf, 1.611,  Třemešná
49. Roßwald, Dorf, 411,  Ves Rudoltice
50. Roßwald, Markt, 268,  Rudoltice Městys
51. Schönwiese, 600,  Krásné Loučky
52. Seifersdorf, 814,  Zátor
53. Seitendorf, 153,  Životice
54. Stubendorf, 176,  Studnice
55. Taubnitz, 249,  Dubnice
56. Tropplowitz, Markt, 243,  Opavice
57. Waißak, 302,  Vysoká
58. Wallstein, 494,  Valštejn
59. Weine, 145,  Víno
60. Wiese, 790,  Loučky
61. Zottig, 384,  Sádek